# Piet Wildschut
Pieter „Piet“ Wildschut (* 25. Oktober 1957 in Leeuwarden) ist ein ehemaliger niederländischer Fußballspieler.

## Karriere

### Verein
Wildschut begann 1974/75 seine Profikarriere beim FC Groningen in der Eerste Divisie. Nach zwei Jahren in der zweiten Liga wurden Twente-Trainer Antoine Kohn und Spielerberater Ton van Dalen auf den Verteidiger aufmerksam und verpflichteten diesen zur Saison 1976/77 für die Enscheder Mannschaft. Dort traf er auf alte Groninger Bekannte wie Jaap Bos, Ab Gritter oder auch Sip Bloemberg. Wildschut, damals erst achtzehn Jahre, setzte sich auf Anhieb durch und war fortan eine wichtige Säule im Defensivverbund des FCT. Gleich in seinem ersten Ligaspiel gegen Ajax Amsterdam konnte der linke Außenverteidiger einen Treffer markieren und hatte somit einen guten Einstand. Nach Ablauf seines ersten Jahres in Enschede konnte das Team den KNVB-Pokal gewinnen. Zur Winterpause 1978/79 transferierte der Defensivspieler zur PSV Eindhoven. Zwar platzierte er sich bis Sommer 1985 mit seiner Mannschaft immer unter die Top Fünf der Liga. Mehr als drei Vize-Meistertitel konnten aber nicht gefeiert werden. Nach der PSV-Station ging es für Wildschut ins Ausland. Der belgische Verein Royal Antwerpen verpflichtete den Abwehrspieler. Doch bereits nach einem Jahr trennten sich beide Parteien wieder und Wildschut zog es zurück in die Eredivisie zu Roda JC Kerkrade. Mit Roda erreichte er 1988 nochmals das Finale um den nationalen Pokal, musste sich aber mit 2:3 gegen seinen alten Arbeitgeber Eindhoven geschlagen geben. Im Jahr zuvor erreichte man den vierten Platz in der Liga. Es war das bis dahin die beste Platzierung der Vereinsgeschichte. Erst 1995 platzierte sich der Klub nochmals besser. Wegen einer Knöchelverletzung und weil er unter Neutrainer Jan Reker keine Möglichkeiten mehr sah, beendete Wildschut nach der Saison 1987/88 seine aktive Laufbahn. Kurzzeitig gab es Kontakte zum VfB Stuttgart, der von Arie Haan betreut wurde, Wildschut sagt aber ab.

### Nationalmannschaft
Am 5. April 1978 gab Wildschut im Freundschaftsspiel gegen Tunesien sein Debüt in der niederländischen Nationalmannschaft. Dort ersetzte er den damals verletzten Hugo Hovenkamp, der zu dieser Zeit als einer der besten Linksverteidiger der Welt galt. Kurz darauf wurde Wildschut für den Kader zur Fußball-Weltmeisterschaft 1978 in Argentinien nominiert. Dort kam er in drei Begegnungen zum Einsatz. Bei der 2:3-Vorrundenniederlage im letzten Gruppenspiel gegen Schottland wechselte ihn Bundestrainer Ernst Happel zur Halbzeit für Wim Rijsbergen ein. Es war sein erstes Spiel unter Wettbewerbsbedingungen für die Oranje Elftal. In der Zwischenrunde spielte Wildschut gegen Österreich und West-Deutschland. In beiden Partien war er in der Startelf, spielte aber nur gegen Österreich die vollen 90 Minuten durch. Im Finale um den Pokal, welches die Niederlande mit 1:3 nach Verlängerung gegen Argentinien verlor, war Wildschut nur Zuschauer. Am 11. Oktober 1978 beim 3:1-Auswärtserfolg gegen die Schweiz erzielte Wildschut sein einziges Tor für die Niederlande. Sein letztes Spiel im Dress seines Heimatlandes absolvierte der Verteidiger am 14. April 1982 gegen Griechenland.

## Erfolge
- KNVB-Pokal mit FC Twente Enschede: 1977

## Wissenswertes
- Nach seiner aktiven Profilaufbahn zog es Wildschut mit seiner Familie in die Vereinigten Staaten, wo er ein Immobilien-Unternehmen aufbaute.
- Sein Sohn Rens Wildschut ist ebenfalls Fußballer. Aktuell spielt dieser für den FC Eindhoven.